# Messageries nationales
 (juillet 2021).
L'Établissement général des Messageries (dit Messageries nationales, Messageries impériales ou bien Messageries royales selon les périodes) est une compagnie française de diligences fondée en 1798. Elle a longtemps assuré les services postaux et de transport de personnes.

## Histoire

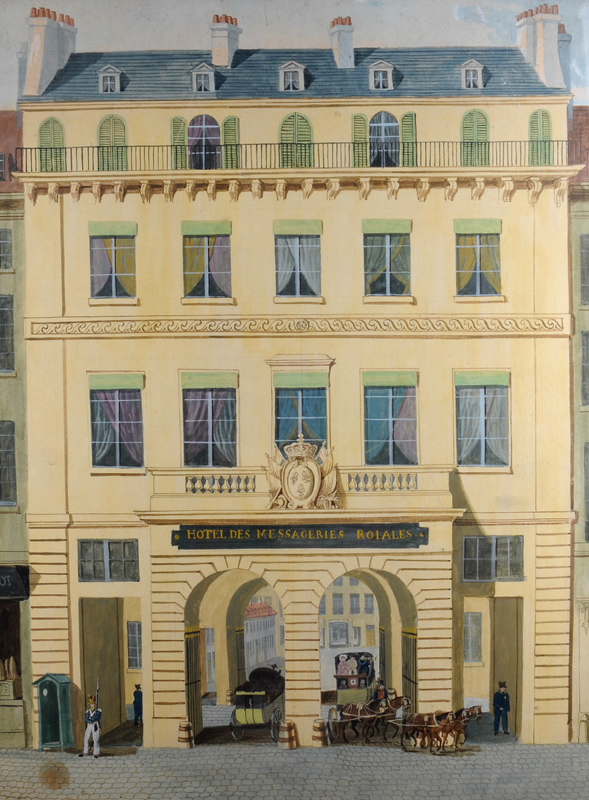
Porche d'entrée de l'Hôtel des Messageries royales, rue Notre-Dame-des-Victoires, siège des Messageries.

Sous l'Ancien régime, le « service des Voitures publiques connu sous le nom de Messageries royales forma l'objet d'un monopole exercé par la Ferme générale. Quant aux relais de chevaux institués sur les routes, ils sont confiés à des maîtres de poste et bien établis par endroits. Ils sont tristement négligés, désertés, désorganisés dans les contrées où l'on passe peu » (Hippolyte Gautier). La Révolution met fin à ce système.
En 1798, à l'initiative de deux établissements parisiens de diligences (celui de la rue des Victoires et celui de la rue du Bouloy), une fusion est décidée dans le « but de présenter une centralité du service de ces Messageries embrassant tous les points de la République et qui, par sa consistance, sa régularité et son exactitude, offrait au gouvernement et au public, une sûreté qui puisse lui mériter la confiance qu’avaient les fermes et les régies qui l’ont précédé » ». De longues négociations aboutissent à un accord le 26 thermidor, qui est signé le lendemain, et donne ainsi naissance à l'Établissement général des Messageries, société en commandite par actions. Les deux réunions (Victoire et Bouloy) groupent quatorze compagnies (Joliveau ; Bureau ; Édouard Church Labastiolle ; Provigny ; Cailus et Gevaudan ; De Nanteuil frères ; Martin Rely ; Besson et Cie ; Catherine Saint-Georges : J.M. Veytard : Lefebvre-Vanderberghe ; Vernisy ; Besson et Touchard).

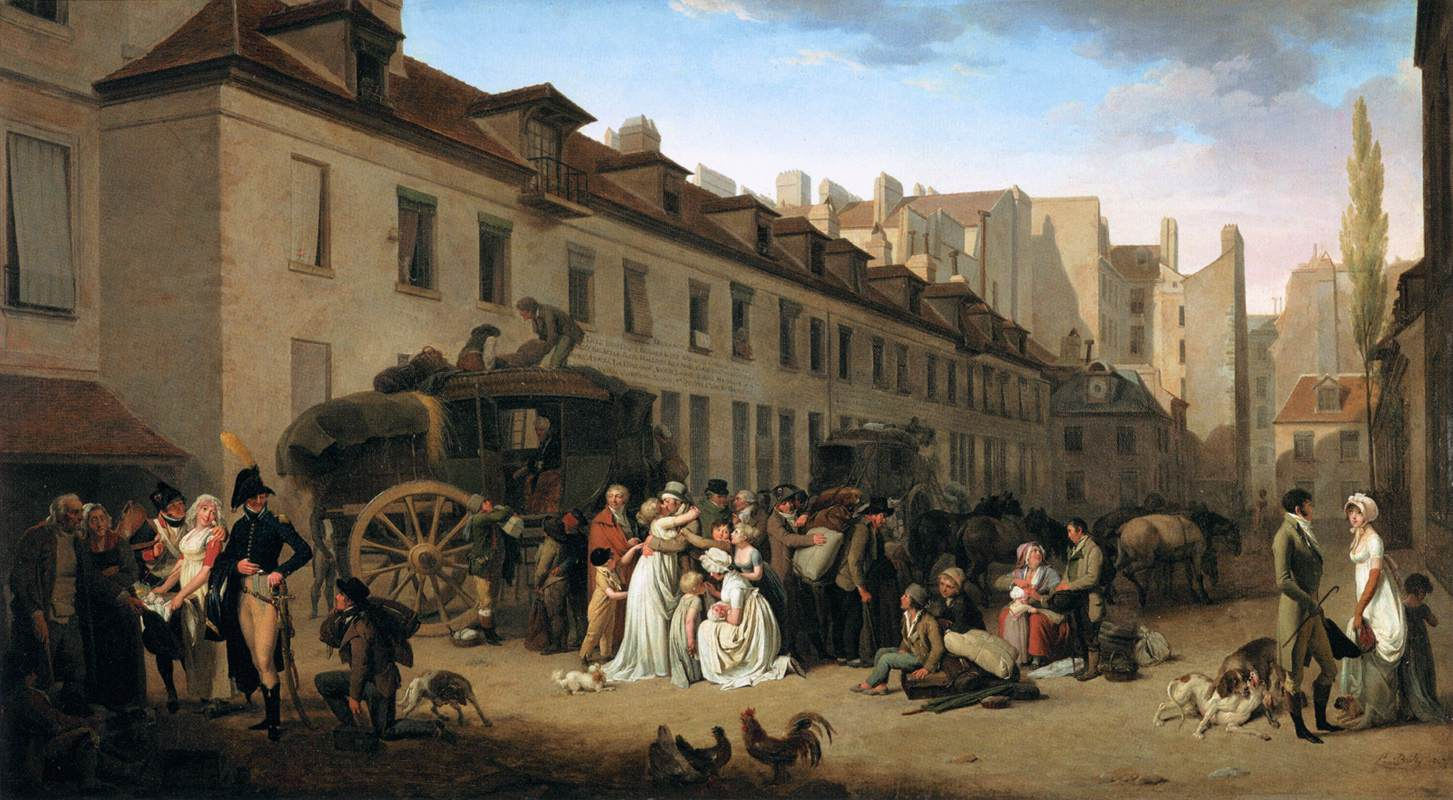
L'Arrivée d'une diligence dans la cour des Messageries, peint par Louis-Léopold Boilly en 1803 (Musée du Louvre).

La compagnie, qui prendra alternativement les noms de Messageries nationales, Messageries impériales ou bien Messageries royales selon les périodes, va longtemps rester sous la direction des familles de ses principaux actionnaires (familles de Nanteuil de La Norville, Soufflot, Lefèvre-Pontalis, Musnier, Lefebvre des Vallières, Lacroix-Saint-Pierre).
Le siège de la société était situé à l'Hôtel des Messageries, rue Notre-Dame-des-Victoires, puis au 32, avenue Claude-Vellefaux, à Paris. Elle possède des bureaux (Lyon, Marseille, Grenoble, Dijon, Alger, Oran, etc.) et des résidences dans différentes villes de France (première division : Nevers, Saulieu et Sens ; deuxième division : Amiens, Péronne, Bruxelles, Angoulème, Poitiers, Orléans, Toulouse et Lille ; troisième division : Alençon, Évreux, Rouen et Angers ; quatrième division : Chalon-sur-Saône, Lunéville, Troyes, Langres, Dijon, etc). Elle dessert 142 villes principales, dont l'ensemble des chefs-lieux de département.
En 1851, avec le concours d'Albert Rostand, est fondée le Service maritime des Messageries nationales (qui deviendront les Messageries maritimes) afin d'assurer les liaisons maritimes.